# Geneciano
Geneciano é um bairro do município brasileiro de Nova Iguaçu do estado do Rio de Janeiro. O bairro possui 7423 habitantes e faz limite com os bairros Grama, Miguel Couto, Iguaçu Velho e com os municípios de Belford Roxo e Duque de Caxias.

É o maior bairro do URG Miguel Couto alem de ficar localizado no limite de Belford Roxo e Duque de Caxias.

## Delimitação
074 – BAIRRO GENECIANO - Começa no encontro da Rua Érico Coelho com a Vala da Madame. O Limite segue pelo leito da Vala da Madame, à jusante, até o Rio Iguaçu, Divisa Municipal com o Município de Duque de Caxias – Decreto-Lei n.º 1.055, de 31 de Dezembro de 1943, segue por esta divisa até o Antigo Ramal de Xerém, Divisa municipal com o Município de Belford Roxo – Lei n.º 2003, de 07 de maio de 1992, segue por esta divisa municipal até a Estr. de Ferro Leopoldina, segue pelo eixo desta até a Estr. de Santa Bárbara, segue por esta (excluída) até a Rua Bahia, segue por esta (excluída) até a Rua Pará, segue por esta (excluída) até o Caminho da Piteira, segue por este (excluída) até a Estr. da Grama, segue por esta (excluída) até a Rua Érico Coelho, segue por esta (excluída) até o ponto inicial desta descrição.

## Sub-Bairros Não Oficiais
- Mata do General
- Parque Samar
- Bariri
- Esquisito